# Оконго
Оконго — деревня на севере Намибии, в области Охангвена. Является центром одноимённого избирательного округа. Расположена в 116 км к востоку от Ээнханы, центра провинции. Мимо Оконго проходит автодорога B10.
Местность, на которой находится Оконго, в основном засушливая, покрытая редколесьем.
В местном Совете все пять мест по результатам выборов 2015 года были заняты представителями партии «Организация народов Юго-Западной Африки».
В Оконго есть медицинский центр, а также центр по выявлению ВИЧ. Два детских сада, начальная школа, смешанная и средняя школы.
В деревне действует программа Женского движения за развития. Так, в 2010 году по программе Движения 120 местных жительниц получили сертификаты о прохождении профессиональных курсов.
Местная радиовышка входит в число высочайших строений Намибии.